# 커맨드 리지
커맨드 리지(Command Ridge)는 나우루에서 가장 높은 지점으로, 해발 65m이다.
커맨드 리지 근처에는 아이워구와 부아다구의 구 경계가 지난다.
가장 가까운 최고점은 바나바섬의 이름없는 지점으로, 292.87km 떨어져 있다.

## 역사
나우루는 제2차 세계 대전 중 일본 제국에 의해 점령되었다. 커맨드 리지에는 일본군이 사용하던 나우루의 통신 엄폐호가 있었으며, 녹슨 2차 세계 대전 총포류를 포함한 일부 잔해가 남아 있다. 엄폐호의 벽에는 일본어로 쓰여진 글이 남아 있다.

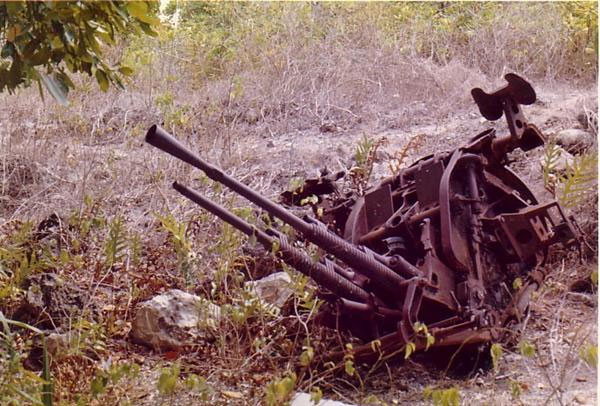
커맨드 리지에 있는 제2차 세계 대전 당시 일본군 유물.

## 같이 보기
- 나우루의 지리